# Mieczysław Wiktor
Mieczysław Wiktor z Wiatrowic herbu Brochwicz (ur. 5 października 1855, zm. 20 listopada 1926) – pułkownik Wojska Polskiego.

## Życiorys
Mieczysław z Wiatrowic Wiktor wywodził się z rodu herbu Brochwicz. Urodził się 5 października 1855. Był synem Tadeusza Mikołaja Jana Wiktora i Izabelli Teofili z domu Jaroszyńskiej. Był starszym bratem Tadeusza (1859–1922), generała porucznika Wojska Polskiego oraz także krewnym Pawła Wiktora. 
W szeregach C. K. Armii w korpusie broni inżynieryjnej został mianowany na stopień porucznika z dniem 1 września 1878, potem awansowany na nadporucznika z dniem 1 listopada 1881. Od początku był oficerem 1 pułku inżynieryjnego w Olmütz do około 1883. Od 1 sierpnia 1883 był przydzielony do pułku kolejowego i telegraficznego w Korneuburgu, służąc w jego II batalionie (ulokowanym do około 1884/1885 w Banjaluce)
Około 1888 został przeniesiony do korpusu piechoty i zweryfikowany w stopniu nadporucznika z dniem 1 listopada 1881. Od tego czasu był oficerem 80 Galicyjskiego pułku piechoty we Lwowie do około 1900. W tych latach był awansowany na kapitana 2 klasy z dniem 1 stycznia 1889, a w kwietniu 1891 na stopień kapitana 1 klasy z tym samym dniem starszeństwa. Następnie otrzymał awans na stopień majora z dniem 1 listopada 1900. Od tego czasu do około 1901 służył w szeregach 66 Węgierskiego pułku piechoty w Kaschau, pełniąc funkcję komendanta III batalionu. Od około 1901 do około 1904 był urlopowany i w tym okresie figurował w ewidencji wojskowej jako oficer z przyznanym zaopatrzeniem.
Następnie, od około 1904 był oficerem 24 Galicyjsko-Bukowińskiego pułku piechoty w Stanisławowie i pełnił funkcję komendanta rejonu uzupełnień w Kołomyi do około 1908, po czym pozostawał oficerem w jednostce do około 1909. W tym czasie został awansowany na podpułkownika z dniem 1 listopada 1906. W lutym 1909 jako oficer urlopowany i z przyznanym zaopatrzeniem został przeniesiony w stan spoczynku. W maju 1910 otrzymał tytuł i charakter pułkownika. Potem, przebywał we Lwowie co najmniej do 1914. W trakcie I wojny światowej w 1917 był komendantem c. k. rolniczej centrali rejonowej (Rayonszentrale) nr 9 w Sanoku, tj. jednostki tworzonej terytorialnie w Galicji w 1916.

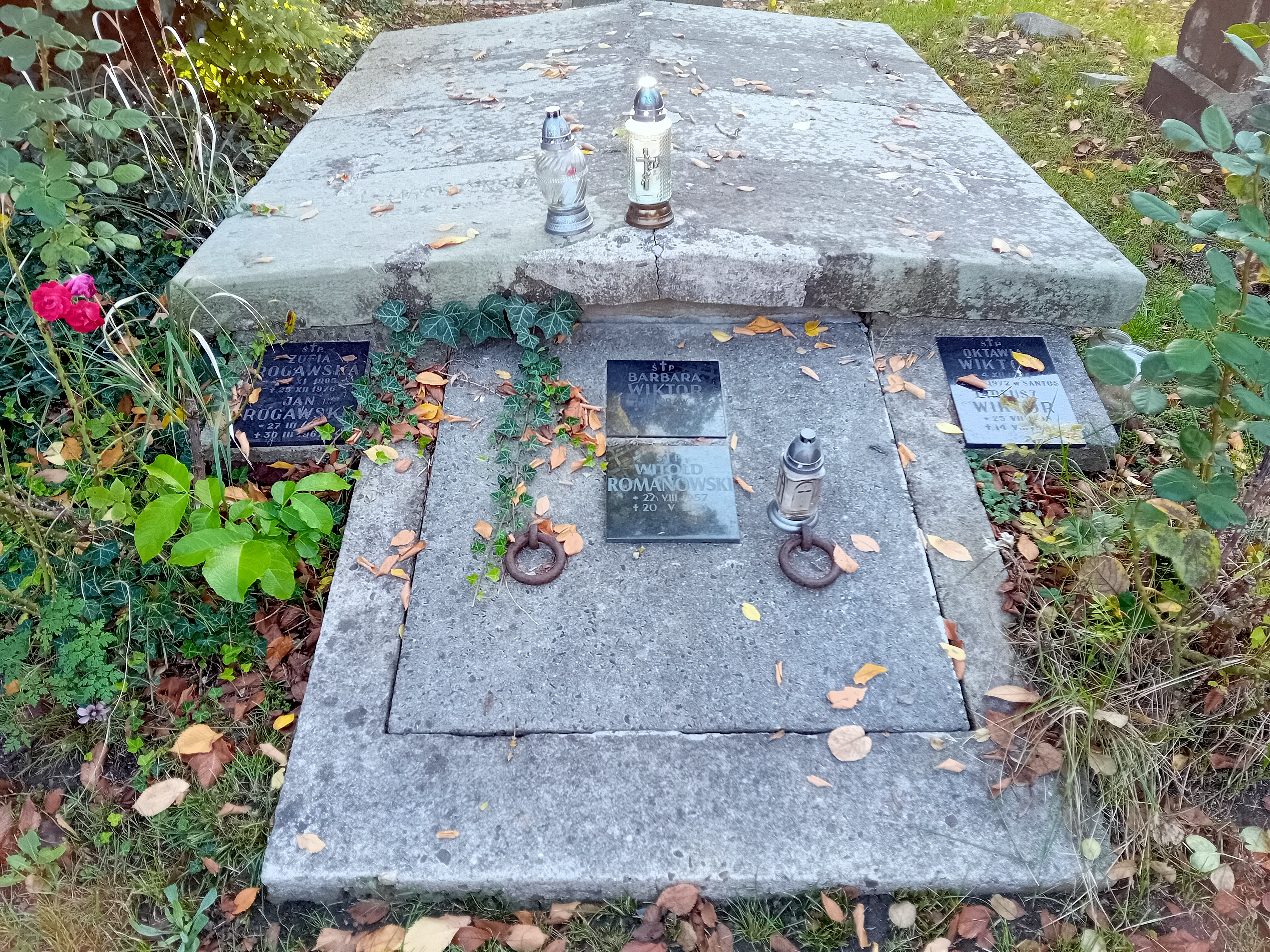
Grobowiec Mieczysława Wiktora

Po zakończeniu wojny, jako były oficer armii austriackiej 19 grudnia 1918 został przyjęty do Wojska Polskiego z zatwierdzeniem posiadanego stopnia pułkownika. 27 grudnia 1918 został mianowany komendantem XV Powiatowej Komendy Uzupełnień w Krakowie. W dalszym ciągu pełnił służbę na stanowisku komendanta PKU 20 pp. Z dniem 1 maja 1921 został przeniesiony w stan spoczynku. 26 października 1923 Prezydent RP Stanisław Wojciechowski zatwierdził go w stopniu pułkownika. Na emeryturze zamieszkiwał we Lwowie. 
W maju 1890 został otrzymał nadaną przez cesarza Franciszka Józefa godność c. k. podkomorzego. Jego żoną została Maria Bronikowska herbu Osęk, z którą miał syna Tadeusza (1899-1974). Zmarł 20 listopada 1926. Został pochowany na cmentarzu Rakowickim w Krakowie.

## Odznaczenia
austro-węgierskie
- Kawaler Orderu Franciszka Józefa z dekoracją wojenną (1917)[28]
- Medal Wojenny (około 1899)[13]
- Odznaka za Służbę Wojskową 3 stopnia dla oficerów za 25 lat służby (około 1905)[21]
- Brązowy Medal Jubileuszowy Pamiątkowy dla Sił Zbrojnych i Żandarmerii (około 1899)[13]
- Krzyż Jubileuszowy dla Cywilnych Funkcjonariuszów Państwowych (około 1909)[23]